# Pierre Arborio-Biamino
Pour les articles homonymes, voir Arborio, Ferdinando Arborio Gattinara di Breme et Mercurino Arborio di Gattinara.
Pierre Amédée Vincent Joseph Marie, baron Arborio-Biamino (29 mars 1767 - Verceil (Piémont) † 14 août 1811 - Bruges), est un militaire et haut fonctionnaire français, d'origine italienne, des XVIIIe et XIXe siècles.

## Biographie
Pierre Arborio-Biamino, patricien de Verceil, naquit dans cette ville, le 29 mars 1767, du comte de Caresana, d'une branche collatérale de la maison d'Arborio de Gattinara, qui se dit originaire de France et compte parmi ses ancêtres cet Æmilius Magnus Arborius, qu'Ausone a mentionné avec éloge dans ses Parentalia.
Fils aîné de cette illustre famille, et destiné par sa naissance à la carrière militaire, Pierre Arborio entra très jeune dans le régiment d'Aoste ; mais, les événements de la Révolution française l'ayant privé de l'avancement et des distinctions auxquels il avait droit, il quitta le service, épousa, en 1801, Erneste Morosini de Milan, et se retira à Verceil.
Bonaparte le nomma maire de cette ville et, satisfait du dévouement qu'il lui avait témoigné, il lui confia, par arrêté du 21 ventôse an XI (12 mars 1803), la sous-préfecture de Lille. 22 thermidor an XI (10 août 1803), il passa à celle de Douai.
Six mois après (1er vendémiaire an XII (24 septembre 1803)), Arborio remplaça, comme préfet de la Stura, M. de Grégory, comte de Marcorengo. Il reçut la croix de la Légion d'honneur le 25 prairial (14 juin 1804) suivant. Pendant qu'il administrait le département de la Stura, Arborio composa des instructions d'économie publique qui ont été imprimées à Coni.
L'Empereur avait sans doute été à même d'apprécier ses talents administratifs, puisqu'il lui donna la préfecture de la Lys (Bruges) le 30 novembre 1810. Vers le même temps, il le créa baron de l'Empire. Arborio mourut à Bruges dans l'exercice de ses fonctions le 14 août 1811, vivement regretté de ses administrés. Son oraison funèbre, prononcée à Coni par le chanoine Revelli, et une notice historique que lui a consacrée en 1812 M. Destouches, ont été imprimées.
Sa fille, qui avait épousé le comte Albert Avogrado Colebiana, fut le dernier rejeton de la branche des Arborio-Biamino.

## Fonctions
- Maire de Verceil (1802) ;
- Sous-préfet de Lille (21 ventôse an XI : 1803) ;
- Sous-préfet de Douai (22 thermidor an XI) ;
- Préfet de la Stura (1er vendémiaire an XII) ;
- Préfet de la Lys (Bruges, le 30 novembre 1810).

## Titres
- Chevalier Arborio et de l'Empire (lettres patentes du 10 septembre 1808) ;
- Baron Arborio-Biamino et de l'Empire (par nouvelles lettres patentes du 9 mars 1810).

## Décorations
- : Membre de la Légion d'honneur[1] (25 prairial an XII (14 juin 1804)).

## Armoiries
| Figure | Blasonnement |
|        | Armes de la famille Arborio D'azur, au sautoir ancré d'argent, cantonné de quatre fleurs-de-lis d'or, au chef de l'Empire (d'or chargé d'une aigle de sable, couronnée du champ). |
|        | Armes du chevalier Arborio et de l'Empire D'azur à un sautoir ancré d'argent, cantonné de quatre fers de lance d'or à la champagne de gueules chargée du signe des chevaliers légionnaires. |
|        | Armes du baron Arborio-Biamino et de l'Empire Écartelé : au 1er d'azur à un sautoir ancré d'argent cantonné de quatre fers de lance d'or ; au 2e des barons préfets ; au 3e de sable à deux léopards d'or, passant l'un sur l'autre, lampassés de gueules ; au 4e d'azur à une branche d'arbre effeuillée au naturel posée en bande et accolée de deux écureuils de même contre-rampants., |